# 静岡県の灯台一覧
静岡県の灯台一覧（しずおかけんのとうだいいちらん）は、静岡県にある灯台及び、照射灯、浮標灯、等をまとめた一覧である。

## 灯台
- 神子元島灯台 静岡県下田市（神子元島）
- 御前埼灯台 静岡県御前崎市（御前埼）

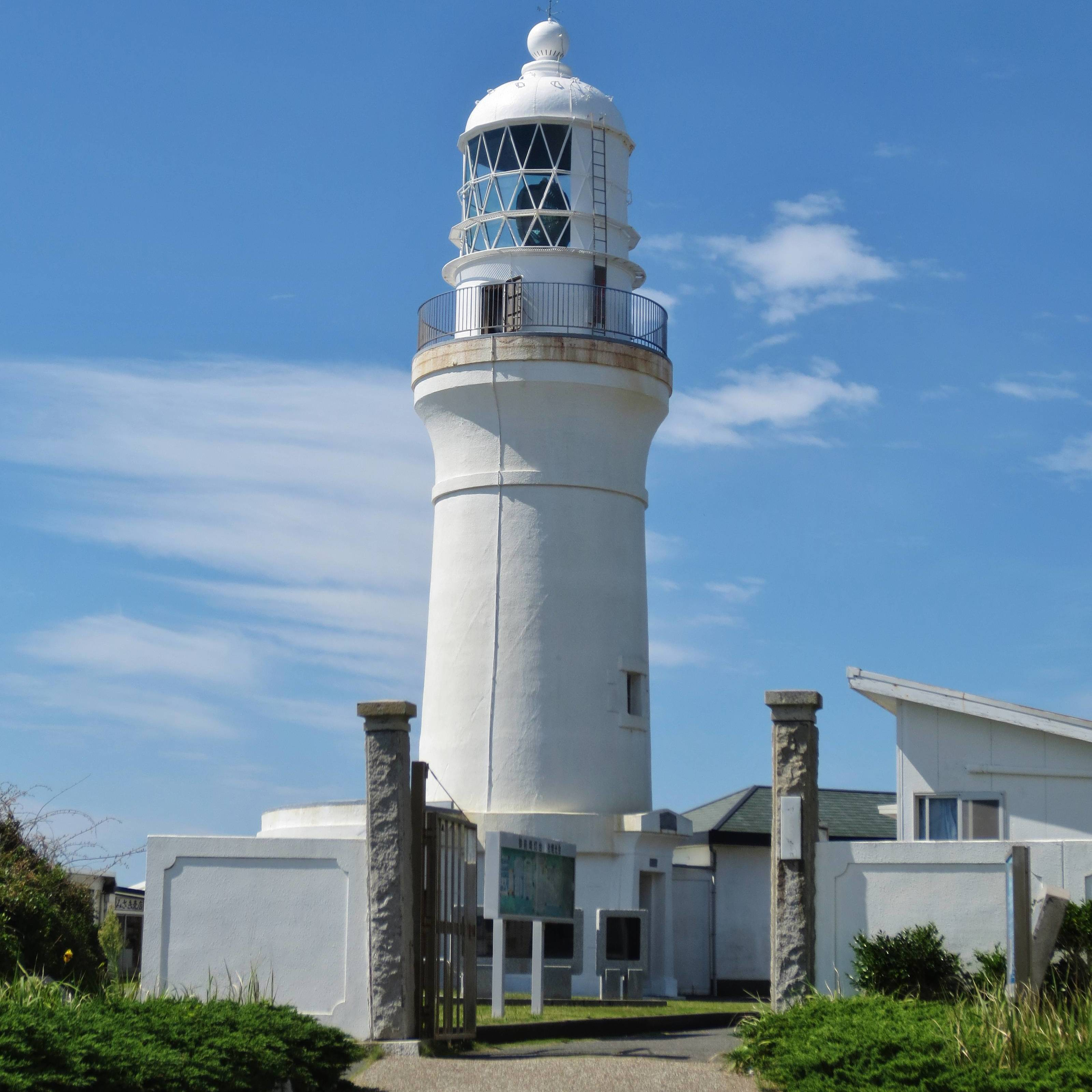
御前埼灯台

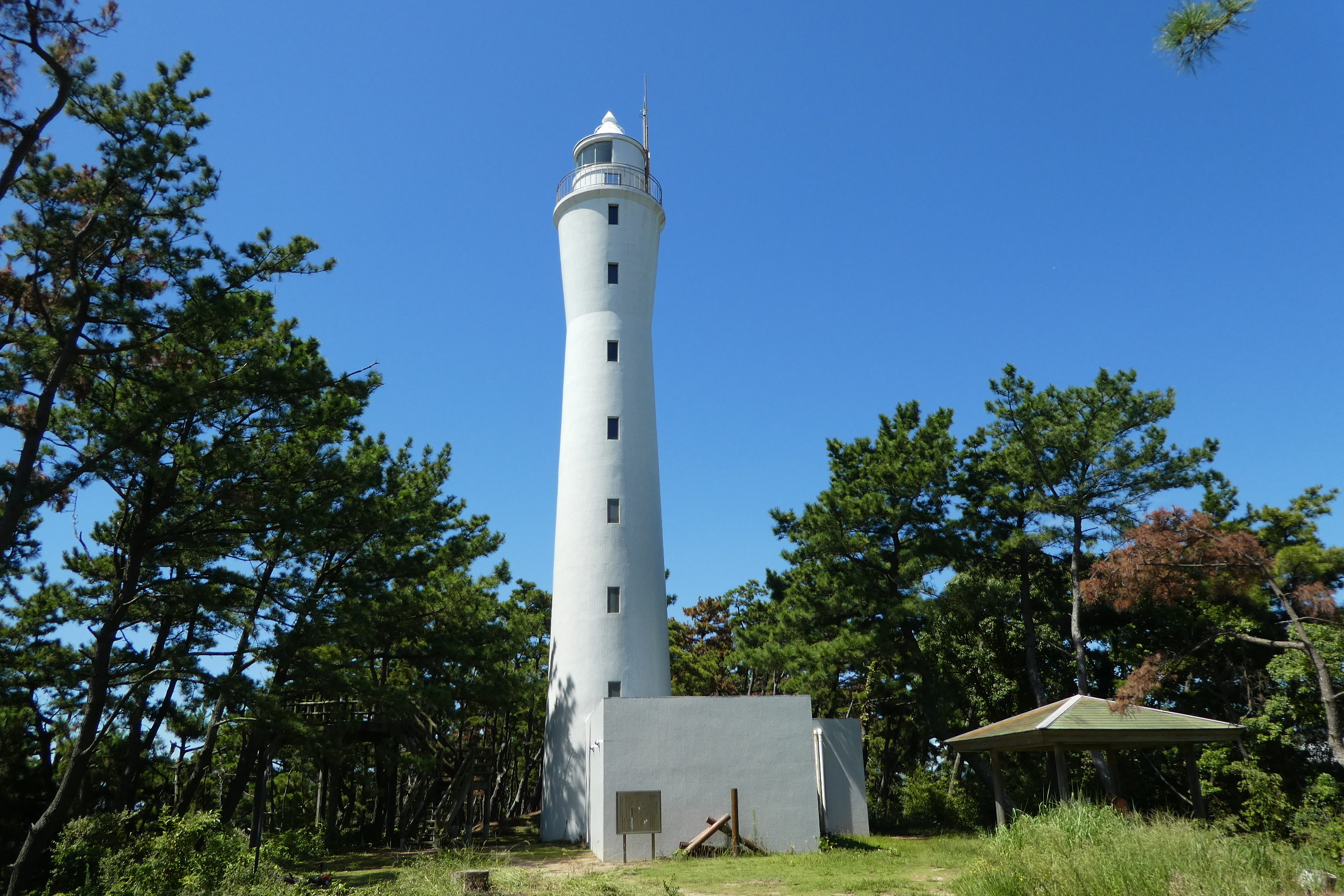
舞阪灯台

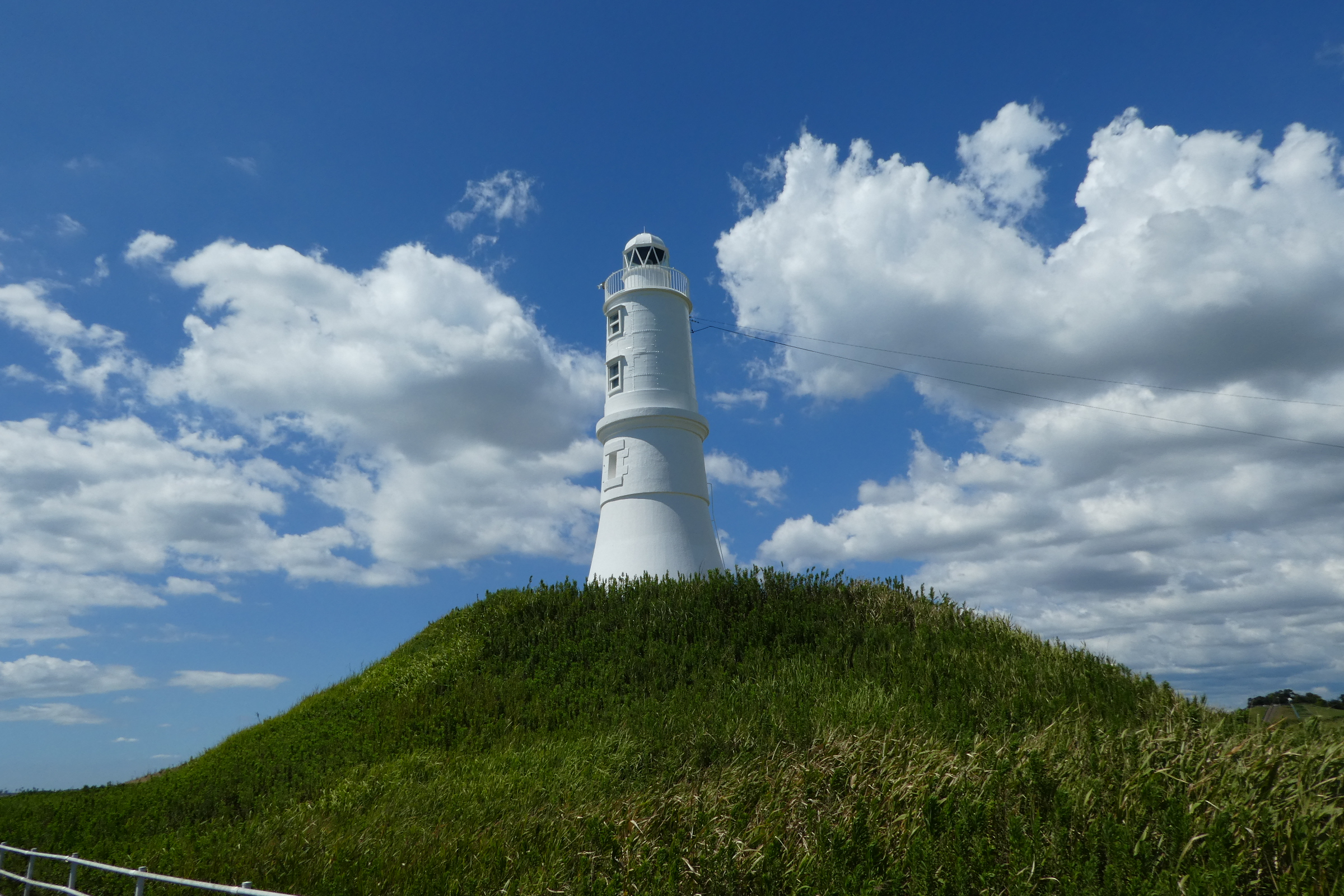
掛塚灯台

- 石廊埼灯台 静岡県賀茂郡南伊豆町（石廊埼）
- 掛塚灯台 静岡県磐田市（天竜川河口左岸）
- 五島灯台（廃止） 静岡県浜松市（天竜側河口右岸）
- 下田灯台 (廃止) 静岡県下田市（州佐利埼）
- 爪木埼灯台 静岡県下田市（爪木埼）
- 舞阪灯台 静岡県浜松市（浜表）
- 波勝岬灯台 静岡県賀茂郡南伊豆町（波勝岬）
- 稲取岬燈台 静岡県賀茂郡東伊豆町（稲取岬）
- 大井川港西護岸灯台 静岡県大井川港（西護岸外端）
- 大井川港東護岸灯台 静岡県大井川港（東護岸外端）
- 門脇埼灯台 静岡県伊東市（門脇埼）
- 川奈埼灯台 静岡県伊東市（川奈埼）
- 戸田灯台 静岡県沼津市（御浜埼）
- 清水灯台 静岡県静岡市（吹合岬）
- 清水真埼灯台 (廃止) 静岡県静岡市（真埼）
- 伊豆大瀬埼灯台 静岡県沼津市（大瀬埼）
- 伊豆淡島灯台 静岡県沼津市（淡島北端）
- 初島灯台 静岡県熱海市（初島）
- 静浦港口野灯台 静岡県沼津市（静浦港口野島）
- 伊豆網代灯台 静岡県熱海市（網代）
- 静浦港沖ノ島灯台 静岡県静浦港（沖ノ島南端）

## 防波堤灯台
- 伊東港西防波堤灯台 静岡県伊東港（西防波堤外端）
- 伊東港第一防波堤灯台 静岡県伊東港（第一防波堤外端）
- 伊東港東防波堤灯台 静岡県伊東港（東防波堤外端）
- 伊豆内浦港三津4号防波堤灯台 静岡県沼津市（内浦港三津4号防波堤外端）
- 伊豆内浦港小海1号防波堤灯台 静岡県沼津市（内浦港小海1号防波堤外端）
- 伊豆白浜港梶浦第五防波堤灯台 静岡県下田市（伊豆白浜港梶浦第五防波堤外端）
- 伊豆網代港北防波堤灯台 静岡県網代港（北防波堤外端）
- 稲取港沖防波堤灯台 静岡県稲取港（沖防波堤南東端）
- 稲取港東防波堤灯台 静岡県稲取港（東防波堤外端）
- 稲取港南防波堤灯台 静岡県稲取港（南防波堤外端）
- 宇佐美港防波堤灯台 静岡県伊東市（宇佐美港防波堤外端）
- 遠江吉田港東防波堤灯台 静岡県榛原郡吉田町（吉田港東防波堤外端）
- 下田港西防波堤仮設灯台 静岡県下田港（西防波堤外端）
- 下田港西防波堤灯台 静岡県下田港（西防波堤外端）
- 下田港東防波堤灯台 静岡県下田港（東防波堤外端）
- 戸田港防波堤灯台 静岡県戸田港（防波堤外端）
- 五港建下田港西防波堤仮設灯台 静岡県下田港（西防波堤外端）
- 五港建御前崎港西防波堤西灯台 静岡県御前崎港（西防波堤西端）
- 五港建御前崎港東防波堤灯台 静岡県御前崎港（東防波堤北端）
- 五港建清水港新興津防波堤北仮設灯台 静岡県清水港（新興津防波堤北端）

　御前岩灯台
- 御前崎港外波除堤外端灯台 静岡県御前崎港（外波除堤外端）
- 御前崎港外波除堤灯台 静岡県御前崎港（外波除堤外端）
- 御前崎港西防波堤西灯台 静岡県御前崎港（西防波堤西端）
- 御前崎港東防波堤灯台 静岡県御前崎港（東防波堤北端）
- 御前崎港防波堤B灯台 静岡県御前崎港（防波堤B北西端）
- 御前崎港防波堤C灯台 静岡県御前崎港（防波堤C外端）
- 妻良港南防波堤灯台 静岡県賀茂郡南伊豆町（妻良港南防波堤外端）
- 松崎港西防波堤灯台 静岡県松崎港（西防波堤外端）
- 沼津港航路導流堤灯台 静岡県沼津港（航路導流堤外端）
- 沼津港西防波堤灯台 静岡県沼津港（西防波堤外端）
- 焼津港沖北防波堤灯台 静岡県焼津港（沖北防波堤外端）
- 焼津港小川外港東防波堤東灯台 静岡県焼津港（小川外港東防波堤東端）
- 焼津港小川外港南防波堤灯台 静岡県焼津港（小川外港南防波堤外端）
- 焼津港焼津南防波堤北灯台 静岡県焼津港（焼津南防波堤北端）
- 焼津港北防波堤灯台 静岡県焼津港（北防波堤外端）
- 須崎港島堤灯台 静岡県下田市（須崎港島堤西端）
- 清水港外防波堤南灯台 静岡県清水港第3区（外防波堤南端）
- 清水港外防波堤北灯台 静岡県清水港第3区（外防波堤北端）
- 清水港江尻船だまり北防波堤灯台 静岡県清水港（江尻船だまり北防波堤外端）
- 清水港三保防波堤北灯台 静岡県清水港第3区（三保防波堤北端）
- 清水港新興津防波堤北仮設灯台 静岡県清水港（新興津防波堤北端）
- 西浦港足保1号防波堤灯台 静岡県沼津市（西浦港足保1号防波堤外端）
- 西浦木負消波堤灯台 静岡県沼津市（西浦木負消波堤外端）
- 静浦港馬込1号防波堤灯台 静岡県沼津市（静浦漁港馬込1号防波堤外端）
- 川奈東防波堤灯台 静岡県伊東市（川奈東防波堤外端）
- 相楽港東防波堤灯台 静岡県相楽港（東防波堤外端）
- 相楽港平田防波堤灯台 静岡県相楽港（平田防波堤外端）
- 相良港東防波堤灯台 静岡県相良港（東防波堤外端）
- 相良港平田防波堤灯台 静岡県相良港（平田防波堤外端）
- 大井川港南防波堤灯台 静岡県大井川港（南防波堤外端）
- 地頭方港東防波堤灯台 静岡県榛原郡相良町（地頭方港東防波堤外端）
- 田牛港南防波堤灯台 静岡県下田市（田牛港南防波堤外端）
- 田子の浦港西防波堤灯台 静岡県田子の浦港（西防波堤外端）
- 田子の浦港東防波堤灯台 静岡県田子の浦東防波堤灯台
- 土肥港南防波堤灯台 静岡県土肥港（南防波堤外端）
- 内浦港小海1号防波堤灯台 静岡県沼津市（内浦港小海1号防波堤外端）
- 熱海港東防波堤灯台 静岡県熱海港（東防波堤外端）
- 熱海港防波堤灯台 静岡県熱海港（防波堤外端）
- 八幡野港防波堤灯台 静岡県伊東市（八幡野港防波堤外端）

　浜名港背割提灯台
- 浜名港口離岸導流堤灯台 静岡県浜名港（港口離岸導流堤南端）
- 富戸港南防波堤灯台 静岡県伊東市（富戸港南防波堤外端）
- 福田港西防波堤灯台 静岡県磐田市（福田港西防波堤外端）
- 由比港西防波堤灯台 静岡県庵原郡由比町（由比港西防波堤外端）
- 用宗港沖西防波堤東灯台 静岡県静岡市（用宗港沖西防波堤東端）
- 用宗港沖西防波堤灯台 静岡県静岡市（用宗港沖西防波堤東端）
- 用宗港広野防波堤西灯台 静岡県静岡市（用宗港広野防波堤西端）
- 遼江吉田港東防波堤灯台 静岡県榛原郡吉田町（吉田港東防波堤外端）

## 灯標
- 中電浜岡原子力発電所第一取水塔灯標 御前埼灯台（静岡県御前崎市）の西北西方約8.0キロメートル
- 中電浜岡原子力発電所第二取水塔灯標 御前埼灯台（静岡県御前崎市）の西北西方約8.0キロメートル
- 中電浜岡原子力発電所第三取水塔灯標 御前埼灯台（静岡県御前崎市）の西北西方約7.7キロメートル
- 中電浜岡原子力発電所第四取水塔灯標 御前埼灯台（静岡県御前崎市）の西北西方約7.7キロメートル
- 中電浜岡原子力発電所第五取水塔灯標 御前埼灯台（静岡県御前崎市）の西北西方約7.7キロメートル
- 静浦港口野灯標 静浦港沖ノ島灯台（静岡県沼津市）の南南東方約550メートル

## 灯浮標
- 御前崎沖金洲ノ瀬北方海洋観測灯浮標 御前埼灯台（静岡県御前崎市）の南南東方約25キロメートル
- 天竜川沖海洋観測灯浮標 舞阪灯台（静岡県浜松市）の南東方約28キロメートル
- 五港建下田港洲佐利埼沖D灯浮標 静岡県下田港内（下田灯台の西北西方約190メートル）
- 五港建下田港洲佐利埼沖A灯浮標 下田灯台（静岡県下田市）の西北西方約380メートル
- 五港建下田港州佐利埼沖灯浮標 静岡県下田港内（下田灯台の北北西方約250メートル）
- 下田港洲佐利埼沖D灯浮標 静岡県下田港（下田灯台の西北西方約190メートル）
- 五港建下田港洲佐利埼沖C灯浮標 静岡県下田港内（下田灯台の北方約460メートル）
- 五港建下田港洲佐利埼沖B灯浮標 静岡県下田港内（下田灯台の北北西方約570メートル）
- 下田港洲佐利埼沖A灯浮標 下田灯台（静岡県下田市）の西北西方約600メートル
- 下田港洲佐利埼沖C灯浮標 静岡県下田港（下田灯台の北北西方約570メートル）
- 下田港赤根島沖A灯浮標 静岡県下田港（下田灯台の北西方約900メートル）
- 下田港洲佐利埼沖B灯浮標 静岡県下田港（下田灯台の北西方約740メートル）
- 下田港赤根島沖B灯浮標 静岡県下田港（下田灯台の北西方約890メートル）
- 波勝岬沖海洋観測灯浮標 波勝岬灯台（静岡県賀茂郡南伊豆町）の西北西方約7.1キロメートル

## 導灯
- 田子の浦港導灯（前灯） 静岡県富士市（中央ふ頭）
- 田子の浦港導灯（後灯） 静岡県富士市（前灯の北東方約260メートル）
- 清水港背導灯（前灯） 静岡県清水市（富士見ふ頭）
- 清水港導灯（前灯） 静岡県静岡市（富士見ふ頭）
- 清水港導灯（後灯） 静岡県静岡市（前灯の南方約90メートル）

## 指向灯
- 石廊埼指向灯 静岡県賀茂郡南伊豆町（石廊埼）
- 須崎恵比須島指向灯 静岡県下田市（恵比須島）

## 無線方位信号所
- 神子元島無線方位信号所 静岡県下田市（神子元島灯台）
- 御前埼無線方位信号所 静岡県御前崎市（御前埼）

## その他
- 爪木埼北東方浮魚礁灯 爪木埼灯台（静岡県下田市）の北東方約5.4キロメートル
- 清水港三保埼貝島沖土砂捨場東標示灯 静岡県清水港第3区（清水真埼灯台の南南西方約670メートル）
- 清水港東燃シーバース灯 静岡県清水港（清水港江尻船だまり北防波堤灯台の北北東方約740メートル）